# Alfonso Dionisio

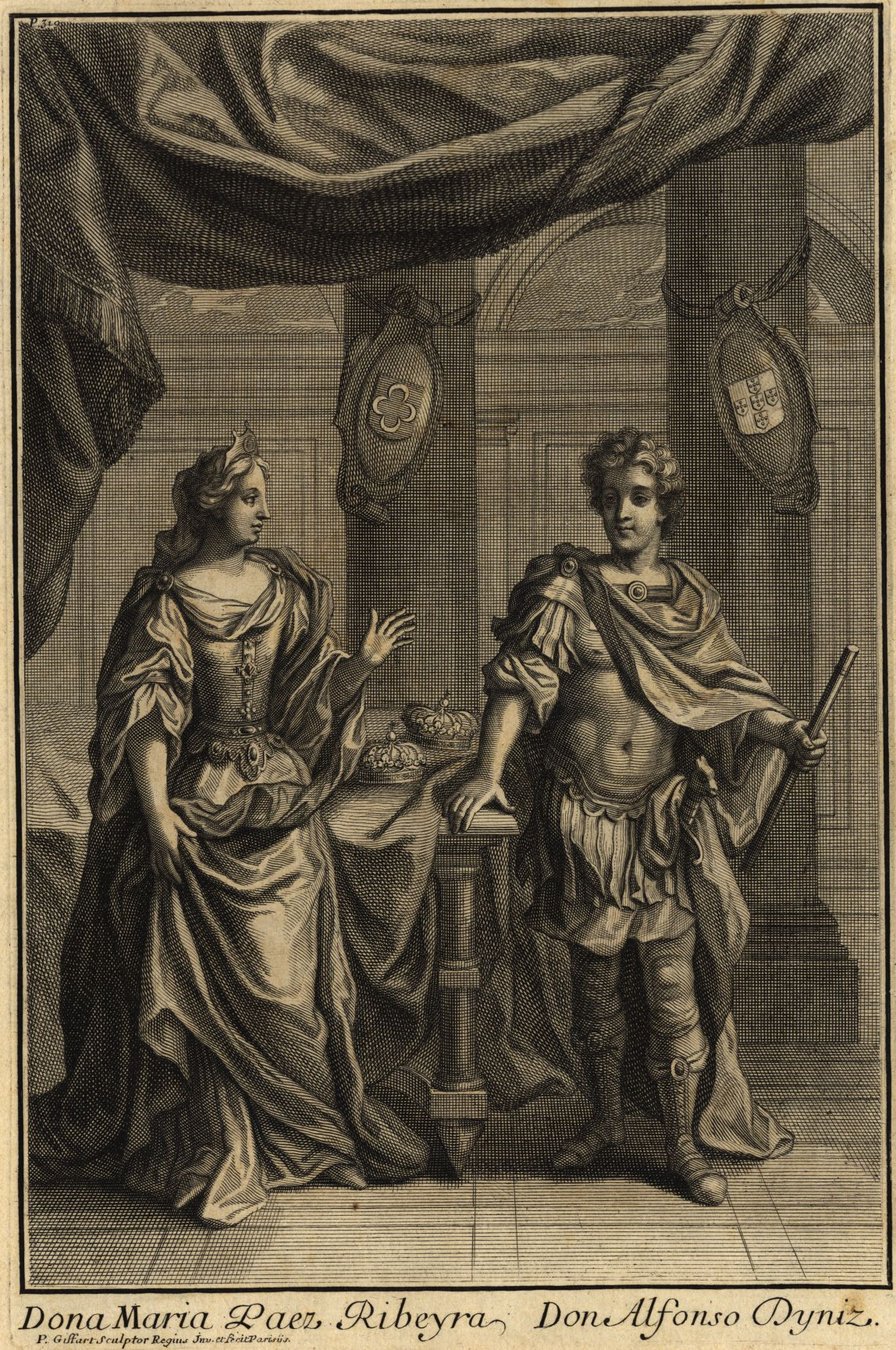
Alfonso Dionisio e sua moglie Maria Pais Ribeira in un'incisione di Pierre Giffart del 1694

Alfonso Dionisio (Portogallo, 1260 – Portogallo, 24 aprile 1310) è stato un nobile portoghese.

## Biografia
Alfonso Dionisio era figlio illegittimo del re Alfonso III del Portogallo e di Marina Peres di Enxara, come affermato in un documento del 1278 con il quale donò un feudo a Vila Pouca nel distretto di Torres Vedras.. Sua madre era probabilmente originaria di Enxara, situata nelle vicinanza di Mafra. Sposò Maria Pais Ribeira, che, a causa della morte dei suoi fratelli senza eredi, divenne la quindicesima dama ed erede della Casa di Sousa e quella di Aboim.
Da questo matrimonio sono nati i seguenti figli:
- Pedro Alfonso de Sousa, un uomo ricco alla corte di suo cugino re Alfonso IV del Portogallo, sposò Elvira Anes da Nóvoa;
- Rodrigo Alfonso de Sousa, signore di Arraiolos e Pavia, sposato con Violante Ponço Briteiros;
- Diogo Alfonso de Sousa (m. 13 novembre 1344) signore di Mafra ed Ericeira, sposato con Violante Lopes Pacheco;
- García Mendes de Sousa, priore di Santa María da Alcáçovas a Santarén;
- Gonzalo Mendes de Sousa, non si sa se si sia sposato o abbia avuto figli.

## Ascendenza
|                                 |   |                           | Genitori                             |  |  | Nonni |  |  | Bisnonni                |  |  | Trisnonni                |  |
|                                 |   |                           |                                      |  |  |       |  |  | Sancho I del Portogallo |  |  | Alfonso I del Portogallo |  |
|                                 |   |                           |                                      |  |  |       |  |  | Sancho I del Portogallo |  |  | Alfonso I del Portogallo |  |
|                                 |   | Mafalda di Savoia         |                                      |  |  |       |  |  | Sancho I del Portogallo |  |  |                          |  |
| Alfonso II del Portogallo       |   |                           |                                      |  |  |       |  |  | Sancho I del Portogallo |  |  |                          |  |
|                                 |   | Dolce di Barcellona       | Raimondo Berengario IV di Barcellona |  |  |       |  |  |                         |  |  |                          |  |
|                                 |   | Dolce di Barcellona       | Raimondo Berengario IV di Barcellona |  |  |       |  |  |                         |  |  |                          |  |
|                                 |   | Dolce di Barcellona       | Petronilla d'Aragona                 |  |  |       |  |  |                         |  |  |                          |  |
| Alfonso III del Portogallo      |   | Dolce di Barcellona       |                                      |  |  |       |  |  |                         |  |  |                          |  |
|                                 |   | Alfonso VIII di Castiglia | Sancho III di Castiglia              |  |  |       |  |  |                         |  |  |                          |  |
|                                 |   | Alfonso VIII di Castiglia | Sancho III di Castiglia              |  |  |       |  |  |                         |  |  |                          |  |
|                                 |   | Alfonso VIII di Castiglia | Bianca di Navarra                    |  |  |       |  |  |                         |  |  |                          |  |
| Urraca di Castiglia             |   | Alfonso VIII di Castiglia |                                      |  |  |       |  |  |                         |  |  |                          |  |
|                                 |   | Eleonora d'Inghilterra    | Enrico II d'Inghilterra              |  |  |       |  |  |                         |  |  |                          |  |
|                                 |   | Eleonora d'Inghilterra    | Enrico II d'Inghilterra              |  |  |       |  |  |                         |  |  |                          |  |
|                                 |   | Eleonora d'Inghilterra    | Eleonora d'Aquitania                 |  |  |       |  |  |                         |  |  |                          |  |
| Alfonso Dionisio del Portogallo |   | Eleonora d'Inghilterra    |                                      |  |  |       |  |  |                         |  |  |                          |  |
|                                 | … | …                         |                                      |  |  |       |  |  |                         |  |  |                          |  |
|                                 | … | …                         |                                      |  |  |       |  |  |                         |  |  |                          |  |
|                                 | … | …                         |                                      |  |  |       |  |  |                         |  |  |                          |  |
| …                               | … |                           |                                      |  |  |       |  |  |                         |  |  |                          |  |
|                                 |   | …                         | …                                    |  |  |       |  |  |                         |  |  |                          |  |
|                                 |   | …                         | …                                    |  |  |       |  |  |                         |  |  |                          |  |
|                                 |   | …                         | …                                    |  |  |       |  |  |                         |  |  |                          |  |
| Marina Peres de Enxara          |   | …                         |                                      |  |  |       |  |  |                         |  |  |                          |  |
|                                 |   | …                         | …                                    |  |  |       |  |  |                         |  |  |                          |  |
|                                 |   | …                         | …                                    |  |  |       |  |  |                         |  |  |                          |  |
|                                 |   | …                         | …                                    |  |  |       |  |  |                         |  |  |                          |  |
| …                               |   | …                         |                                      |  |  |       |  |  |                         |  |  |                          |  |
|                                 |   | …                         | …                                    |  |  |       |  |  |                         |  |  |                          |  |
|                                 |   | …                         | …                                    |  |  |       |  |  |                         |  |  |                          |  |
|                                 |   | …                         | …                                    |  |  |       |  |  |                         |  |  |                          |  |
|                                 |   | …                         |                                      |  |  |       |  |  |                         |  |  |                          |  |